# Желоба 2
Желоба 2 — деревня в Суворовском районе Тульской области в составе Северо-Западного сельского поселения.

## География
Находится в западной части Тульской области на расстоянии приблизительно 22 км по прямой на запад-юго-запад от города Суворов, административного центра района.

## История
Деревня была показана еще на карте 1782 года. В 1859 году здесь (тогда территория Лихвинского уезда Калужской губернии) были учтены деревня Желобы с 38 дворами и сельцо Александрия (Желобы) с 14 дворами, в конце 1930-х годов отмечено 39 дворов.

## Население
Постоянное население составляло 299 человек в деревне Желобы и 104 в указанном выше сельце (1859 год), 239 (1897), 19 (русские 100 %) в 2002 году, 19 в 2010.